# محاصره سارایوو
محاصره سارایوو (انگلیسی: Siege of Sarajevo) طولانی‌ترین محاصره پایتخت یک کشور در تاریخ مدرن جنگ‌هاست که در جریان جنگ بوسنی اتفاق افتاد و ۱٬۴۲۵ روز به‌طول انجامید.
پس از آن که مسلمانان و کروواتهای بوسنی و هرزگوین استقلال خود را از یوگسلاوی اعلام کردند، صرب‌های بوسنی جمهوری صرب بوسنی با ۱۳٬۰۰۰ نیرو سارایوو را محاصره کردند.از ۲ می ۱۹۹۲ صربها شهر را مسدود کردند.ارتش جمهوری بوسنی و هرزگوین با ۷۰٬۰۰۰ سرباز داخل شهر نمی‌توانستند حلقه محاصره را بشکنند.
در مجموع ۱۳٬۹۵۲ نفر (شامل ۵٬۴۳۴ غیرنظامی) در جریان محاصره کشته شدند.